# هری استون (بازیکن فوتبال، زاده ۱۸۸۱)
هری استون (انگلیسی: Harry Aston; ۲ فوریهٔ ۱۸۸۱ – ۴ فوریهٔ ۱۹۳۸) بازیکن فوتبال اهل بریتانیا بود.
از باشگاه‌هایی که در آن بازی کرده‌است می‌توان به باشگاه فوتبال وست برومویچ آلبیون و باشگاه فوتبال والسال اشاره کرد.